# 모나코 대공

모나코 대공의 문장

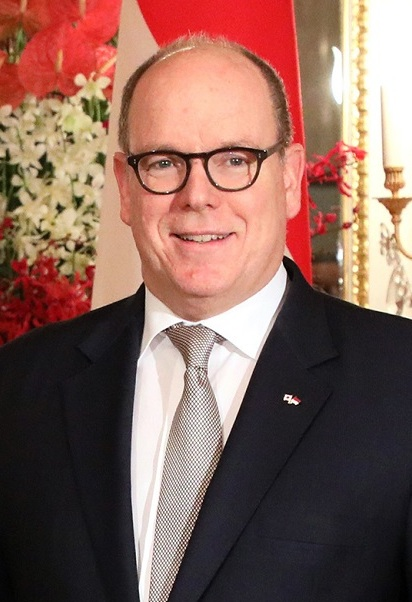
알베르 2세 (2005년 4월 6일 즉위)

모나코 대공(프랑스어: Prince de Monaco)은 모나코 공국의 군주이자 국가원수이다. 모나코는 12세기부터 그리말디가가 통치하고 있으며, 역대 모든 대공과 공비가 가문으로부터 나왔다. 그리말디가는 유럽에서 가장 오랫동안 통치한 왕실로 꼽힌다.
현재 재위중인 대공은 2005년 4월 즉위한 알베르 2세이다. 이전 대공인 레니에 3세는 당시 유럽에서 가장 오랫동안 재위한 군주였다.

## 권한
모나코는 리히텐슈타인, 바티칸 시국과 함께 유럽 국가 중에서도 군주가 정치에 직접적으로 개입하는 국가에 해당된다.
모나코 대공은 모나코 헌법과 법률에 따라 권한을 행사한다. 대외관계에서 공국을 대표하며 헌법의 전면, 부분 개정은 군주와 국민의회의 공동승인을 받아야 한다. 입법권은 법을 제정하는 군주와, 법을 투표로 결정하는 국민의회로 나뉜다. 행정권은 군주가 보유하고 있으며, 군주는 행정위원회에서 제안된 모든 법안에 대해 거부권을 행사한다. 국무대신과 정부위원회는 공국 행정에 관하여 군주에게 직접 책임을 진다.
사법권 또한 군주에게 속한다. 현행 헌법은 군주가 본인의 이름으로 사법을 행사하며 법원과 재판소에서 전적인 권한을 가진다고 명시하고 있다. 이밖에도 1962년 헌법 제16조에 따라 모나코 대공은 모나코 공국의 수훈자로서 훈장, 칭호 등을 수여할 권한이 있다.
모나코 대공이 국가예산으로부터 매년 배정받는 예산은 2015년 기준 4350만 유로로 집계되었다. 2005년 뉴욕 타임스의 보도에 따르면 모나코 대공에 대한 시민들의 충성심은 강한 편으로, 군주제에 대해 반대하는 여론도 거의 없는 것으로 알려져 있다.

## 칭호와 작위
모나코 대공은 '전하' (Serene Highness)로 칭한다. 명목상의 세습작위를 여러 가지 지니고 있으며, 그 가운데 일부는 친척이나 배우자에게 수여되기도 한다. 이들 작위는 그리말디가에서 획득한 봉읍의 명칭으로서 모나코 대공의 칭호와 합쳐진 결과다.
모나코 대공은 오랜 세월 동안 프랑스의 영지와 성을 실제로 소유하고 있었으나 지금은 소유권이나 영토권이 인정되지 않는다. 이들 대다수는 프랑스 왕국이나 교황령에서 수여되거나 승인된 것으로 남성 혈족을 통해서만 물려받을 수 있었다. 1949년 알베르 2세의 증조부인 루이 2세가 사망하면서 프랑스 내 지위는 소멸되었으며, 기존의 작위는 모나코 내부의 작위로서 암묵적으로 인정되고 있다.
모나코 대공의 작위는 다음 순으로 나열되어 있다.
- 모나코의 군주
- 발랑티누아 공작
- 에스투트빌 공작
- 마자랭 공작
- 마옌 공작
- 샤토포르시앙 대공
- 보 후작 (현재 공세자 자크가 사용)
- 시이마자랭 후작
- 기스카르 후작
- 벨리 후작
- 폴리냐크 백작
- 카를라데스 백작(현재 가브리엘라 공녀가 사용)
- 페르트, 벨포르, 탕, 로즈몽 백작
- 토리니 백작
- 롱쥐모 백작
- 클레드 백작
- 칼비네 남작
- 뷔스 남작
- 라뤼튀미에르 남작
- 앙비유 남작
- 알트키르슈 남작
- 생로 남작
- 마시 남작(현재 남작부인 앙투아네트의 아들 크리스티앙 루이 드 마시가 사용)
- 이센하임 영주
- 생레미 영주
- 마티뇽 경

모든 왕실 서신에는 대공을 칭할 때 그 대명사를 대문자로 표기하는 관례가 있다.
모나코 대공이 모나코 본국에 있을 때, 대공 집무실의 탑에 대공의 기를 게양하는 전통이 있었다. 그러나 2005년 즉위한 알베르 2세가 본인의 위치를 비밀로 유지하는 쪽을 선호하여, 대공의 유무와는 상관없이 깃발을 게양하게 되었다.
모나코는 1919년 베르사유 조약에 명시된 조건에 따라 공식적으로 프랑스의 보호를 받고 있다.

## 같이 보기
- 모나코의 공비 목록
- 모나코의 군주 목록
- 모나코의 공위 계승 순위